# Equisetum fluviatile
Equisetum fluviatile là một loài dương xỉ trong họ Equisetaceae. Loài này được L. mô tả khoa học đầu tiên năm 1753.

## Hình ảnh

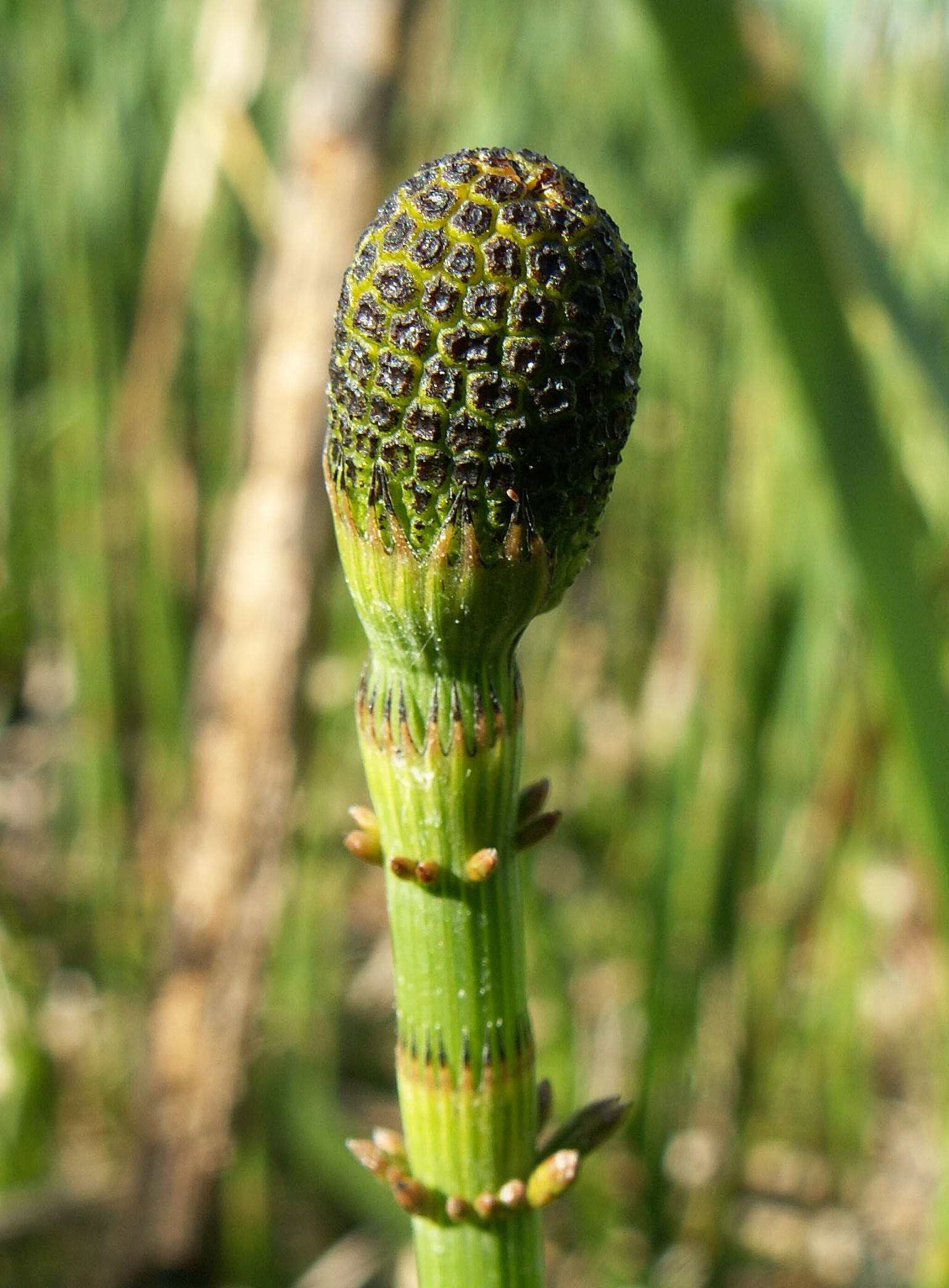
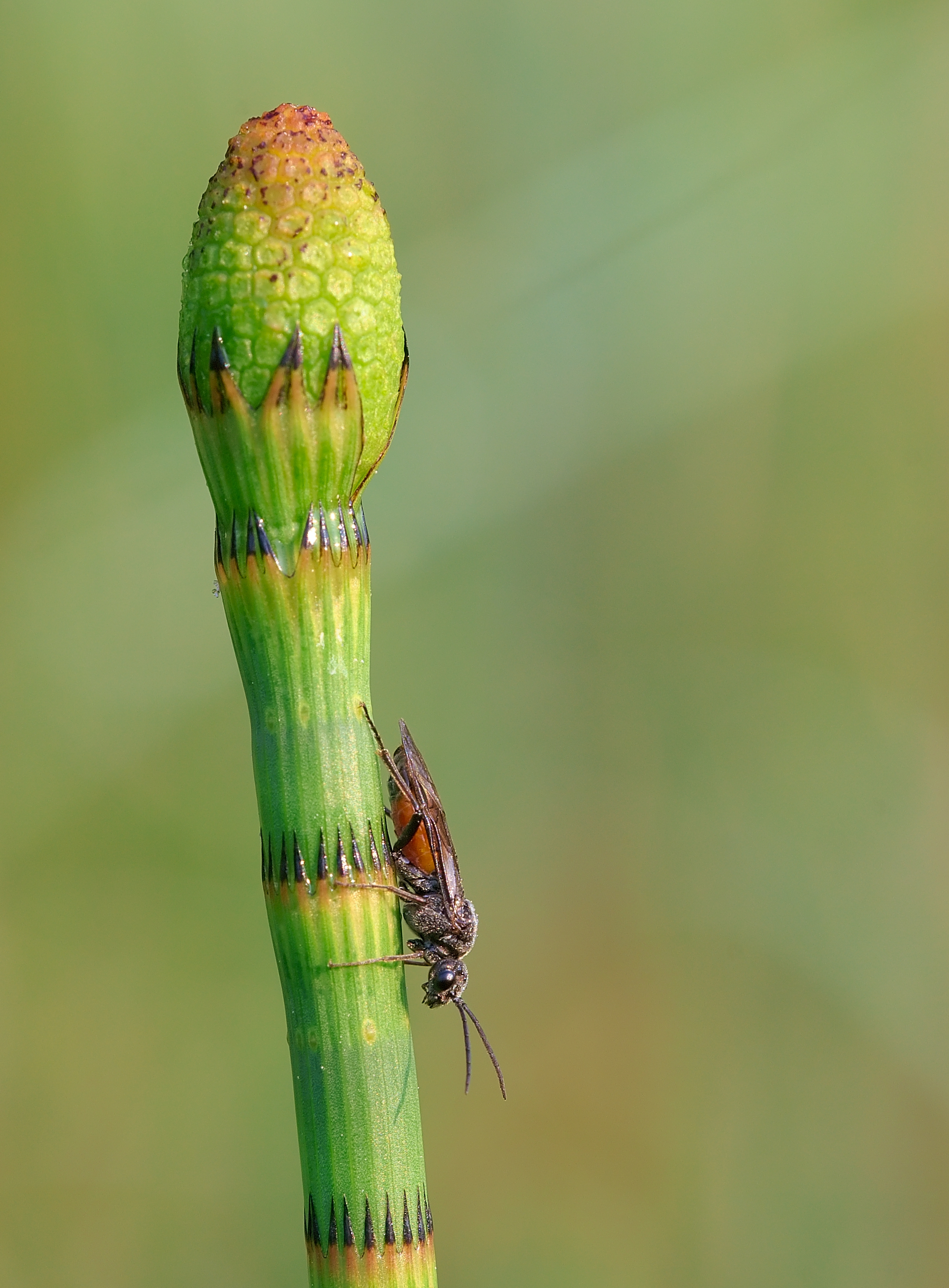
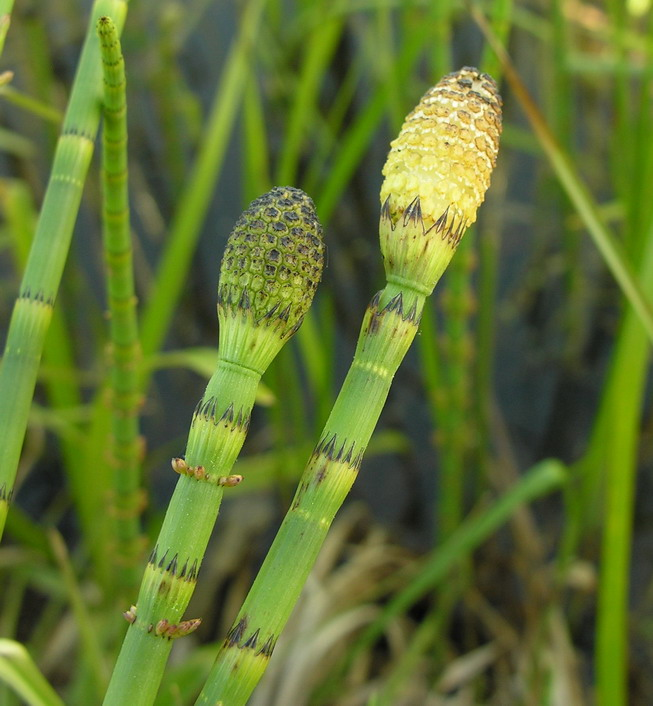
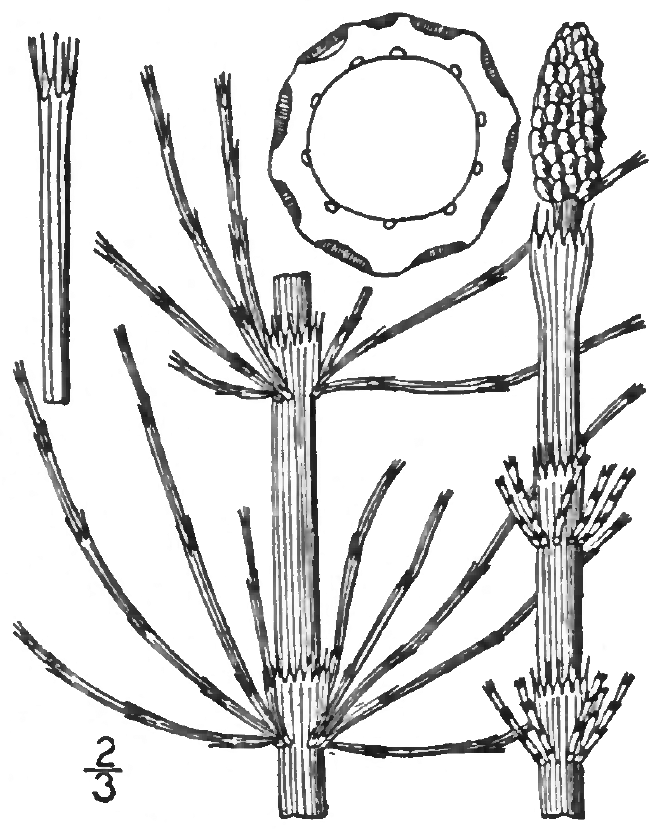